# 간석동

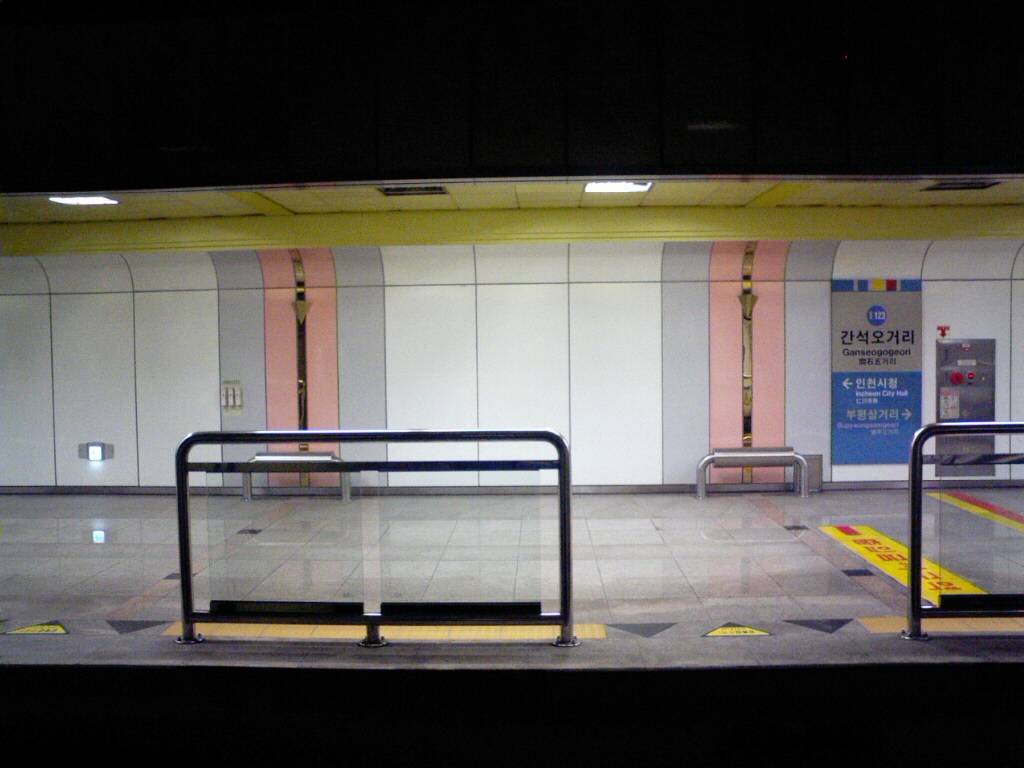
간석오거리역 전경

간석동(間石洞)은 인천광역시 남동구의 법정동이다. 인천시청, 교육청, 대형 할인매장, 중앙공원, 문화예술회관 등이 위치한 행정, 교육, 문화예술의 도심지역이다. 금호, 한진, 극동, 현대홈타운 등 대단위 아파트와 일반주택, 빌라, 오피스텔 등 다양한 형태의 주거환경이 혼재되어 있는 지역이다.
2024년 11월 30일까지 간석1동 임시청사(경인로 524번길 21 안산빌딩)가 운영된 이후, 구월로131번길 38에 새롭게 신청사가 완공되어 운영이 시작되었다.

## 유래
간석동은 원래 인천부 주안면 석바위와 새말 부락이었다. 1903년 인천부가 동리명을 확장할 때 석암리, 간촌리로 구분하였다가 1914년 행정구역 폐함에 따라 간촌리, 새말, 벌터, 실은재, 석촌, 쇠파리, 풀무골, 삼거리, 기와집말을 병합하여 간촌과 석촌의 이름을 따서 간석리라고 하여 부천군 다주면에 편입되어 간석리로 개칭하였다.
1936년 문학면에 편입되고, 1940년 인천부에 재편입되면서 ‘목월정(木越町)’이 되었으나, 해방후 1946년 다시 간석동으로 개칭되었다. 이후 1968년 구제실시와 1981년 직할시 승격으로 남구 간석동, 1982년 분동으로 행정동이 간석1·2·3동이 되었고, 1988년 남구에서 남동구가 분구하면서 남동구 간석동이 되었다.

## 지리
간석동은 지리적으로 볼 때 북부는 부평구와 가깝고 서부는 미추홀구 주안동과 인접해 있지만 서북부의 경우 서구 가좌동과 부평구 십정동과 연결되어 있다. 다만 동부는 구월동, 만수동과도 인접하고 있어, 북부를 통해 부평구를 거쳐 부천과 서울은 물론 김포, 강화도까지도 연결 가능하다. 동부를 통해 만수동과 장수동 등을 건너면 시흥시와도 접근 가능하고, 또한 서창 분기점을 통해 영동고속도로를 이용하여 안산, 군포, 수원 등 경기 남부와도 연결하기가 용이하다. 남부의 경우 동부와 거의 비슷하나, 남촌동이나 논현동, 송도, 연수동 등지로도 연결할 수 있고 서쪽을 건너면 제물포, 동인천까지도 연결 가능하다.

## 사진

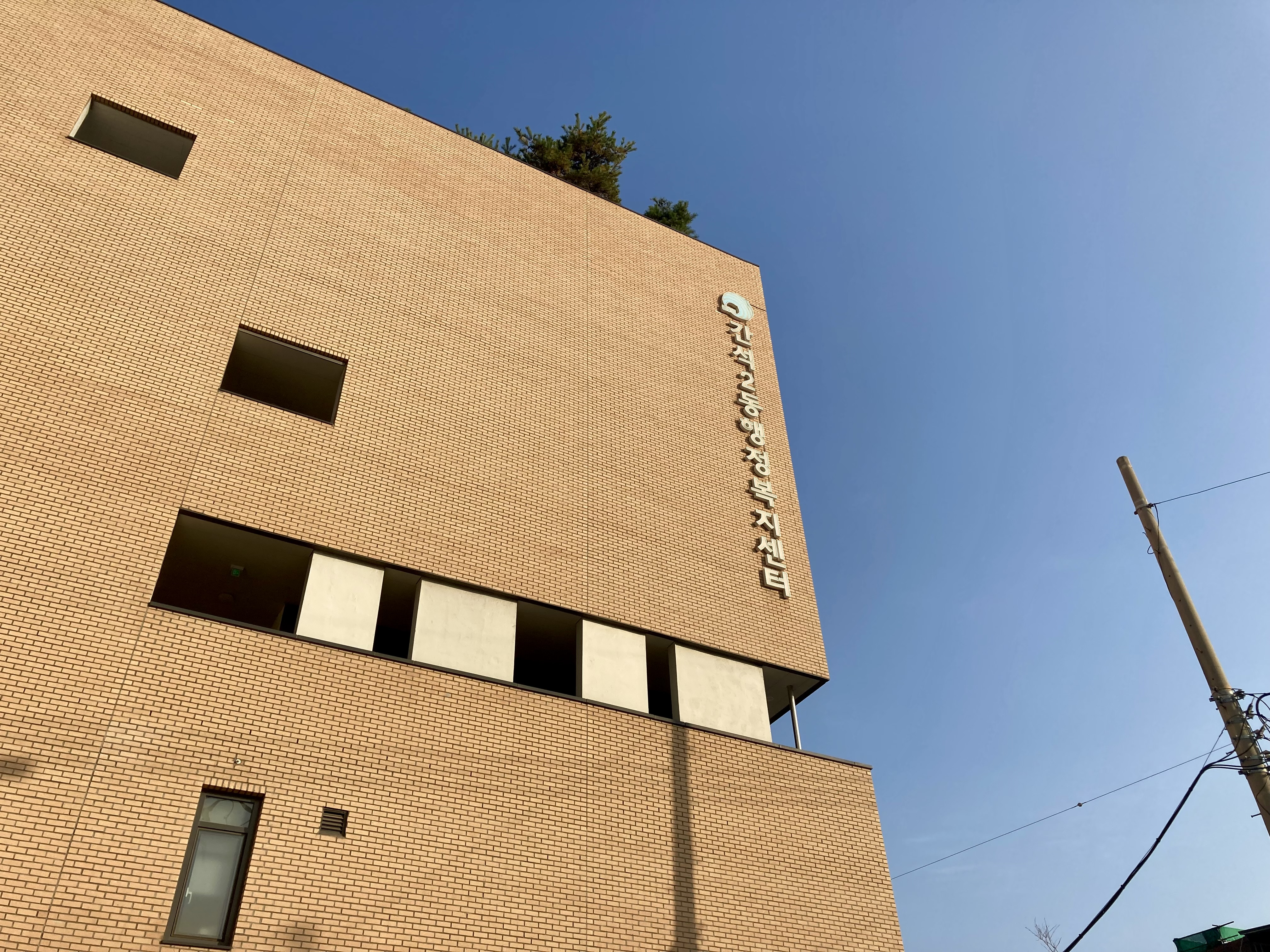
간석2동행정복지센터 외관
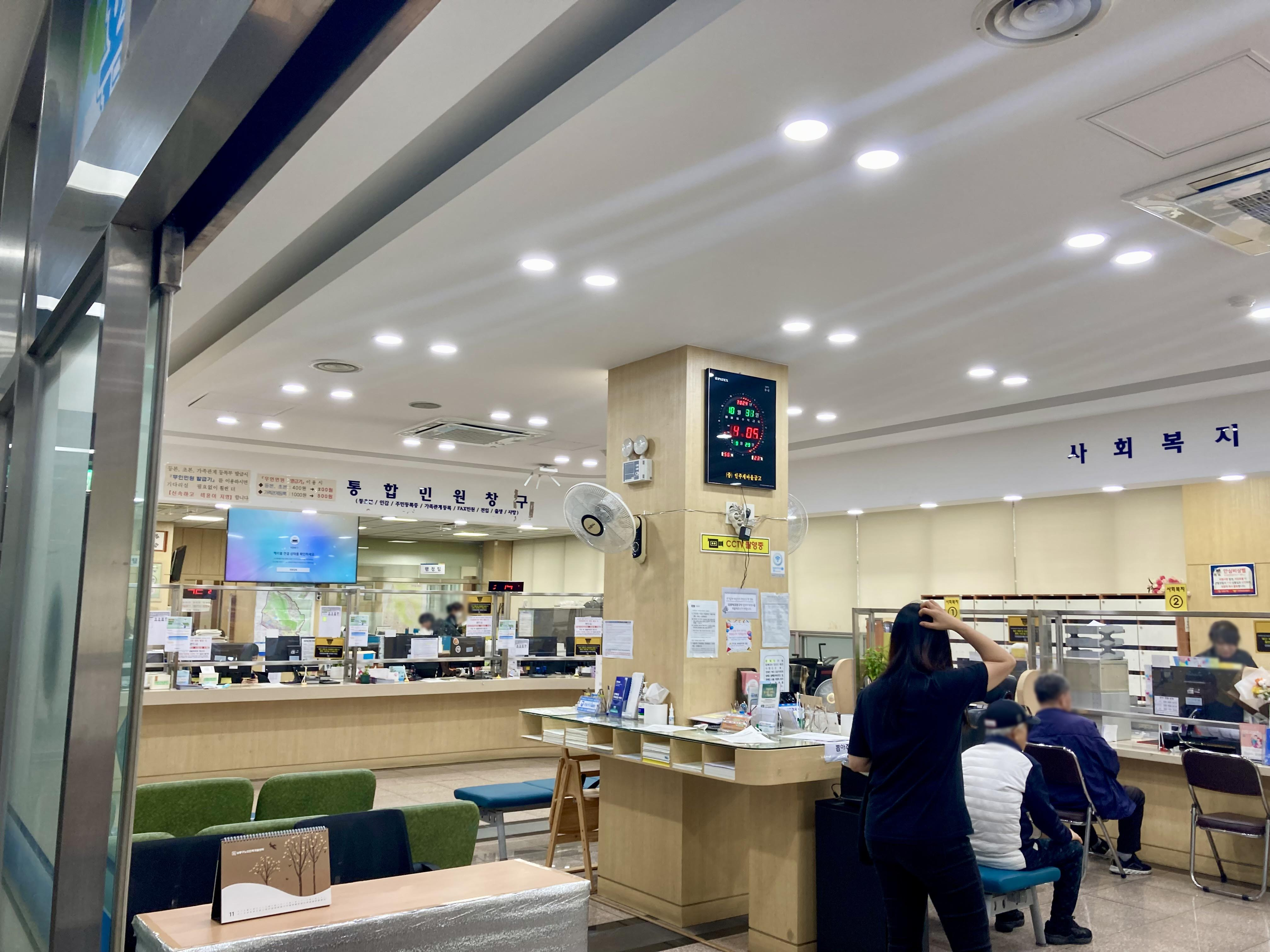
간석3동 행정복지센터 민원실
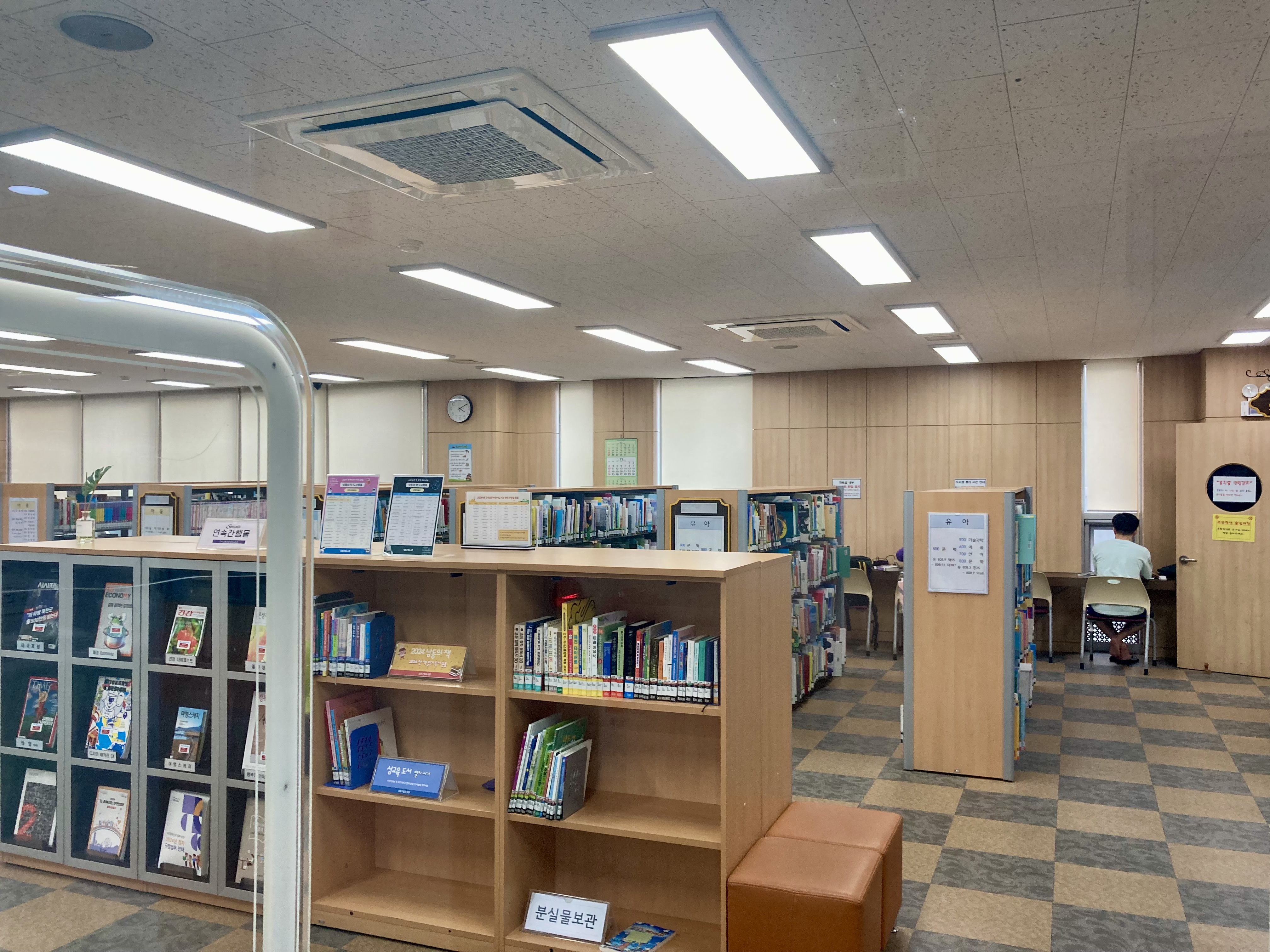
간석3동 작은도서관
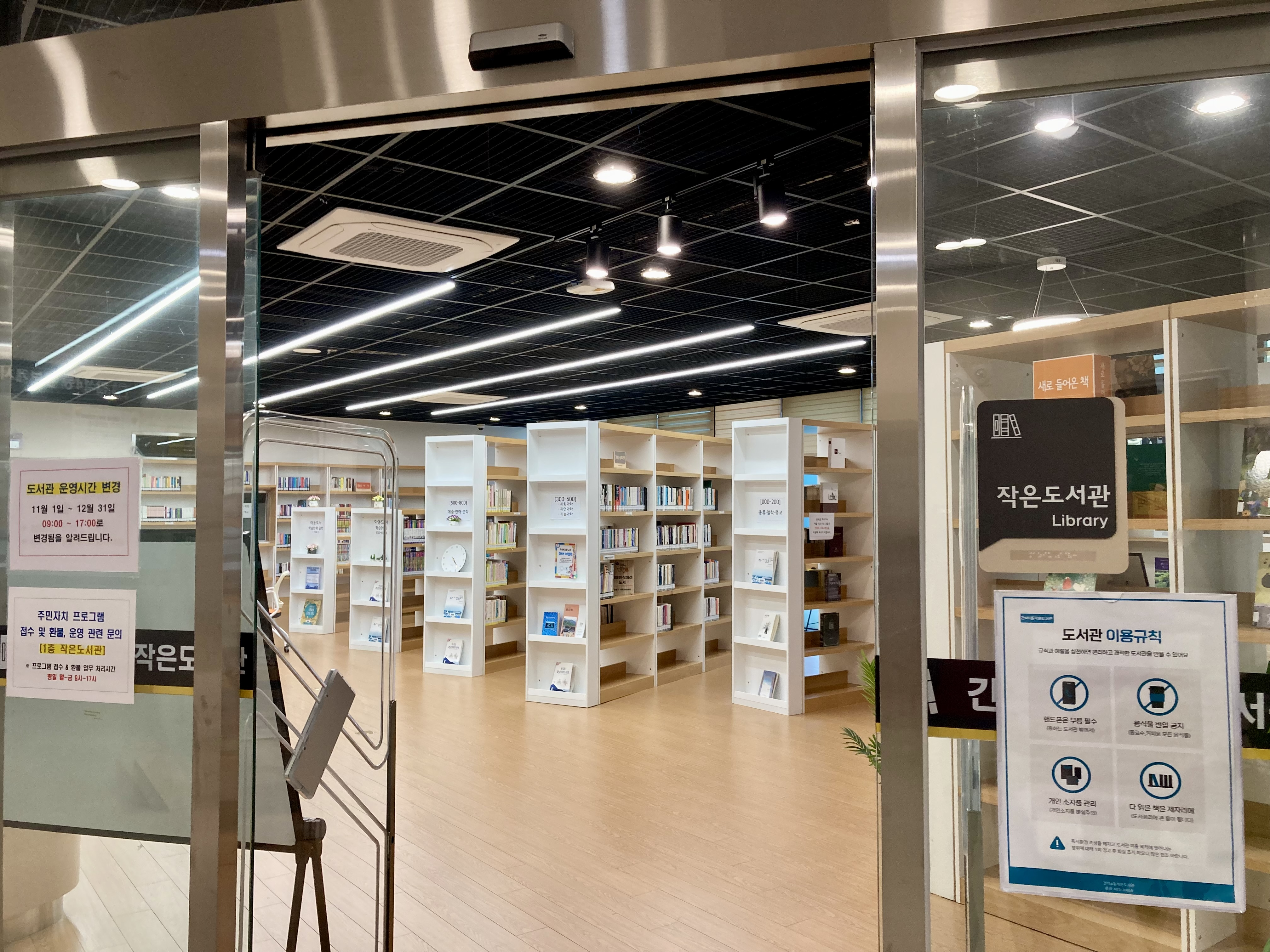
간석4동 작은도서관
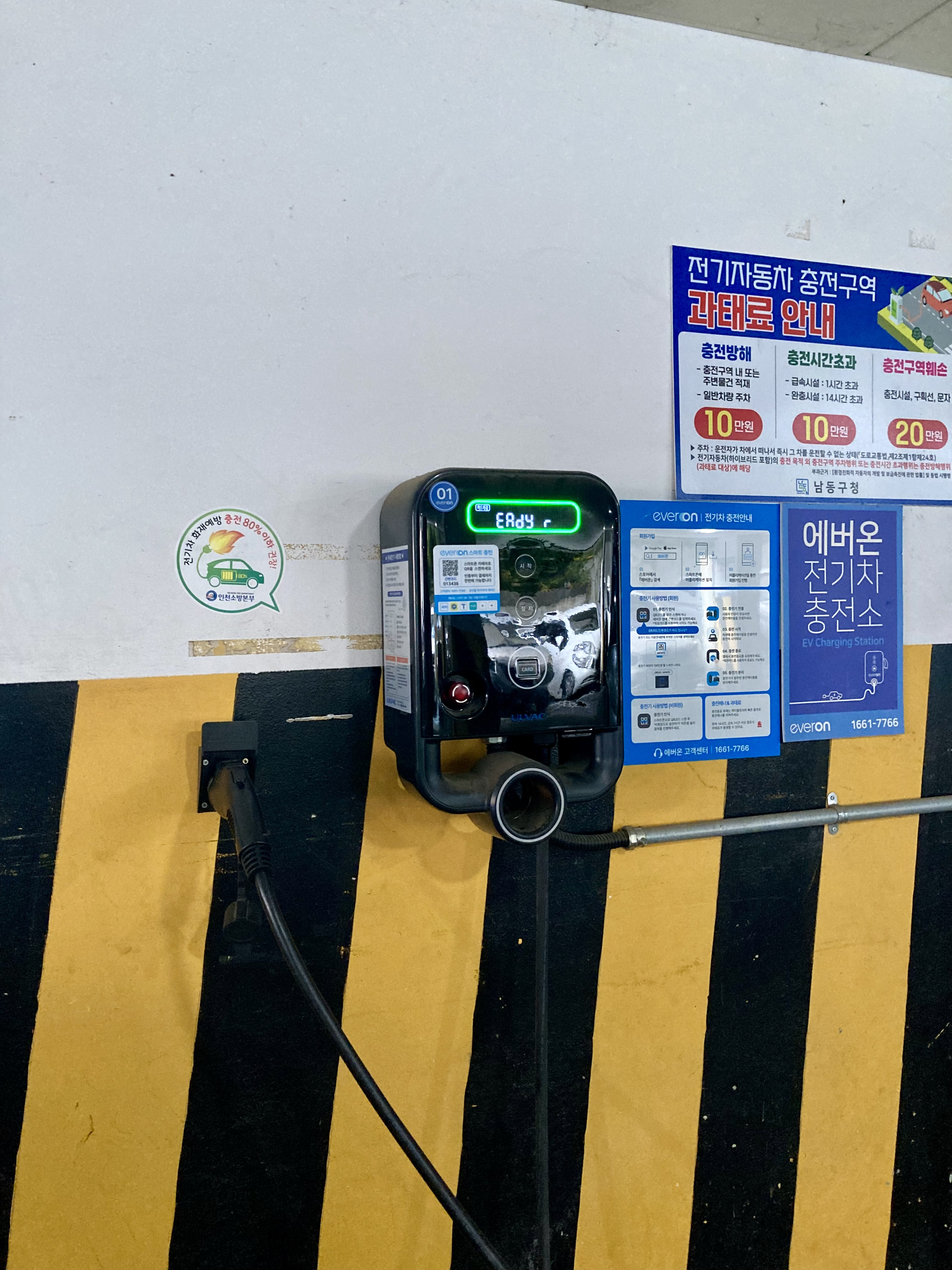
간석3동 전기차충전시설
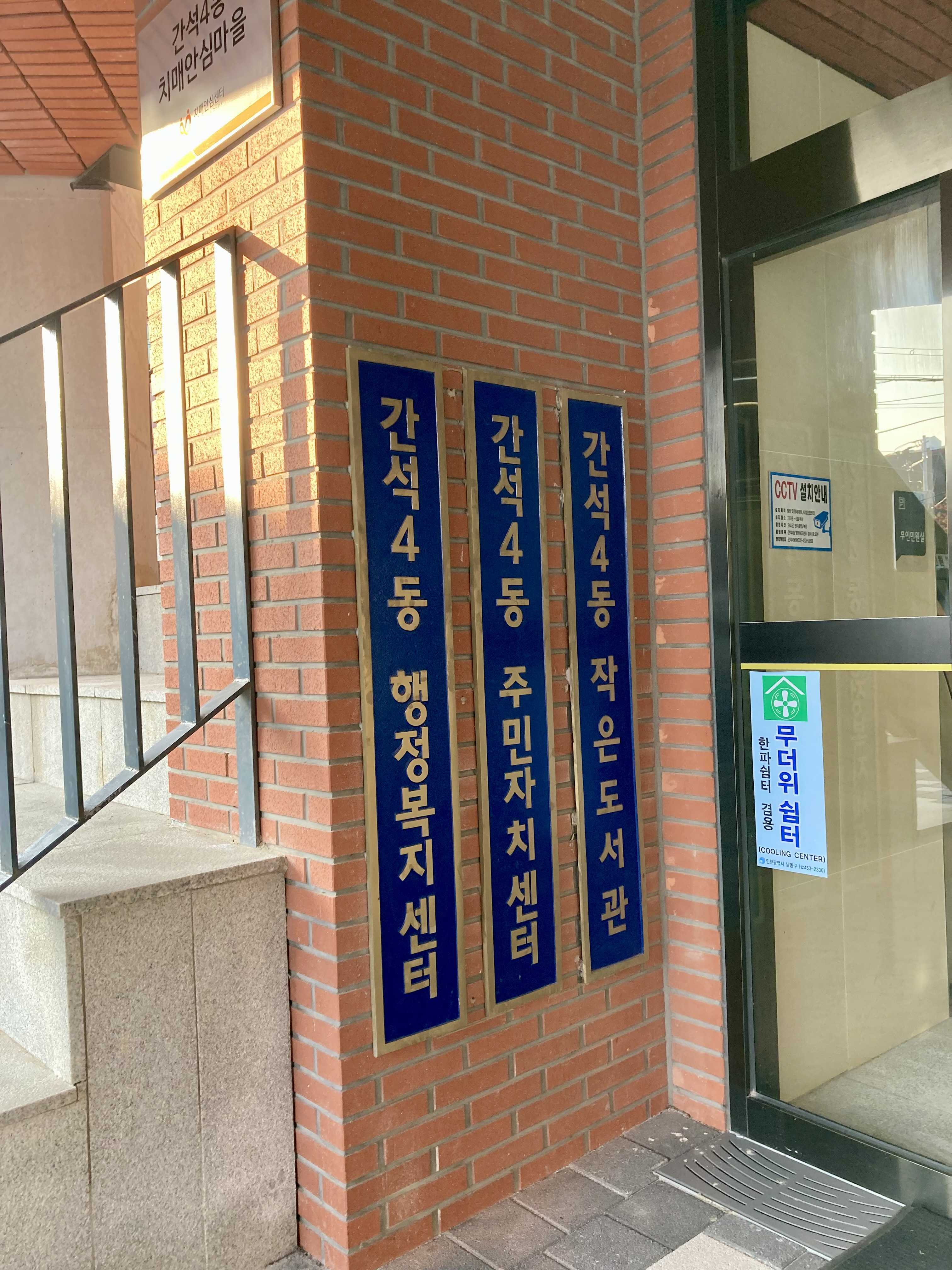
간석4동 현판
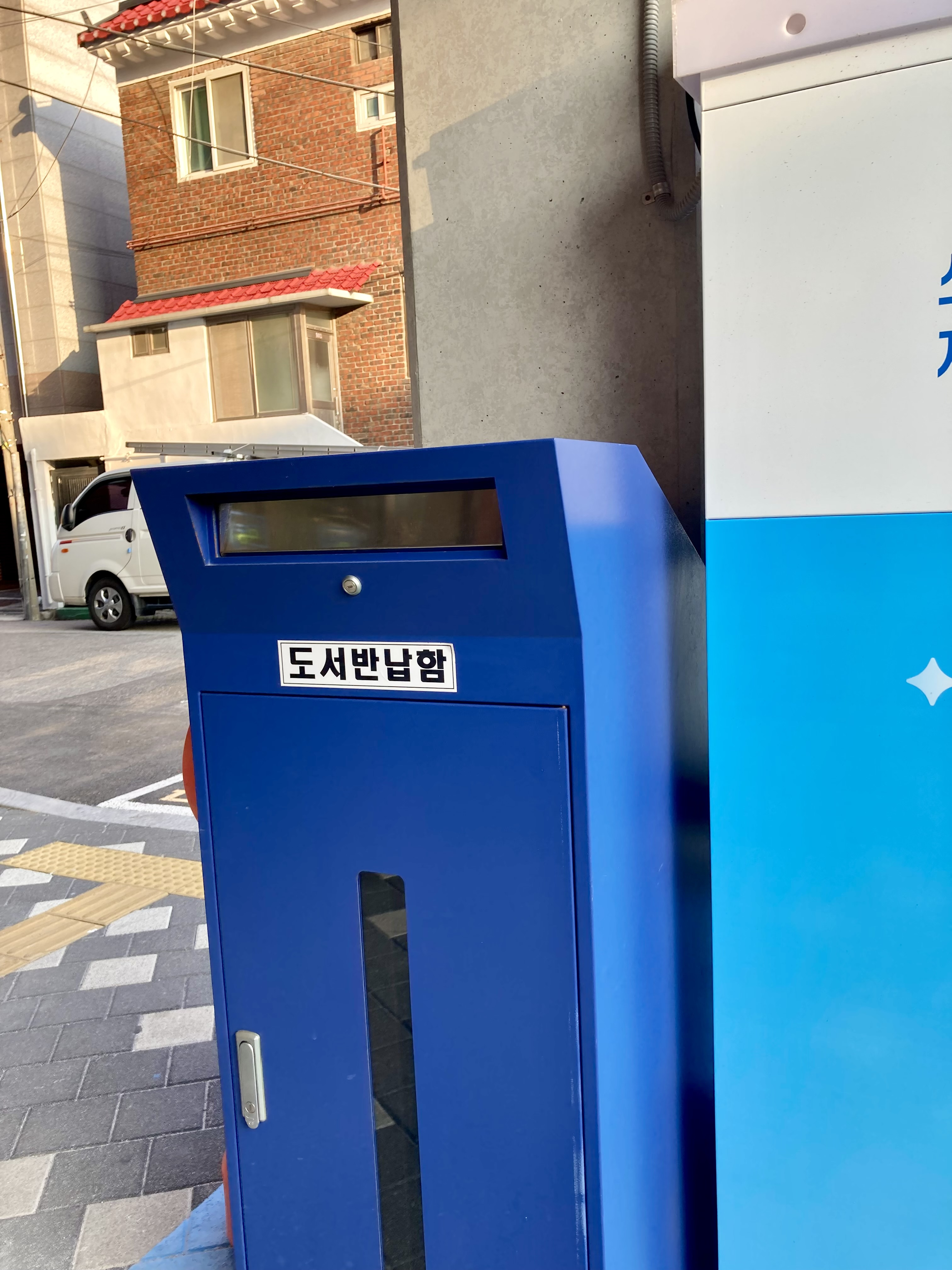
간석4동 작은도서관 도서수거함
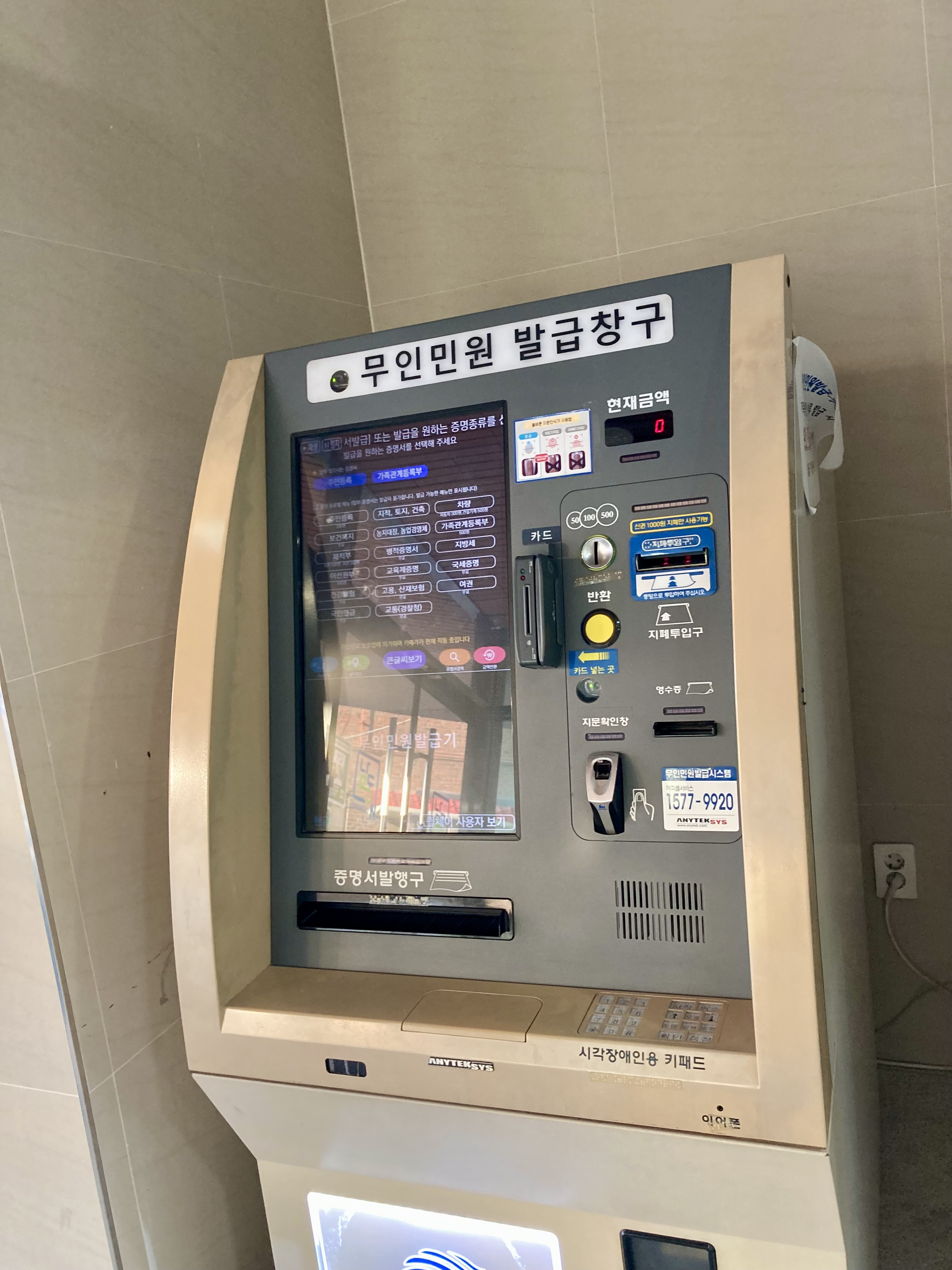
간석4동 무인발급창구
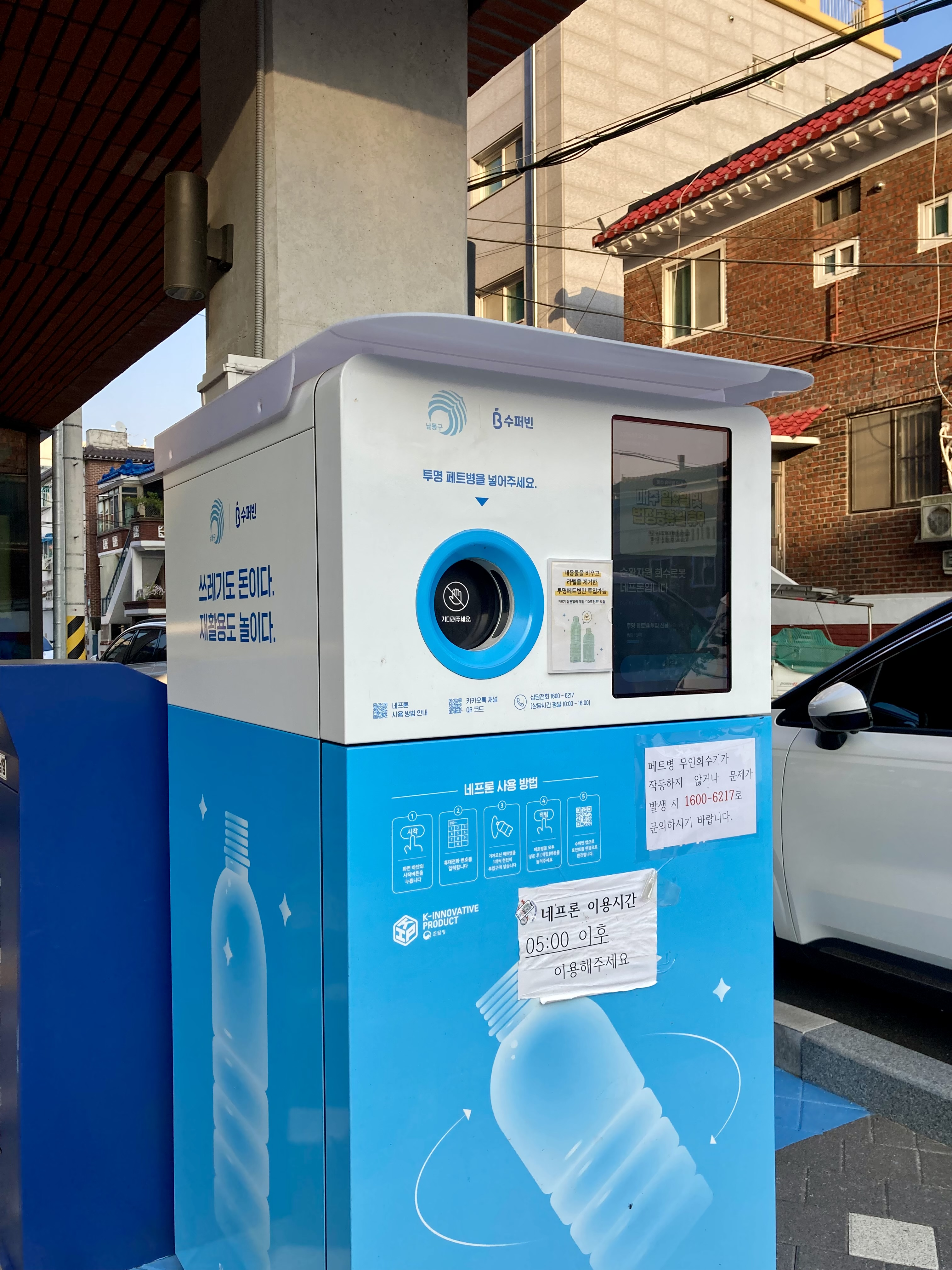
간석4동 페트병수거기
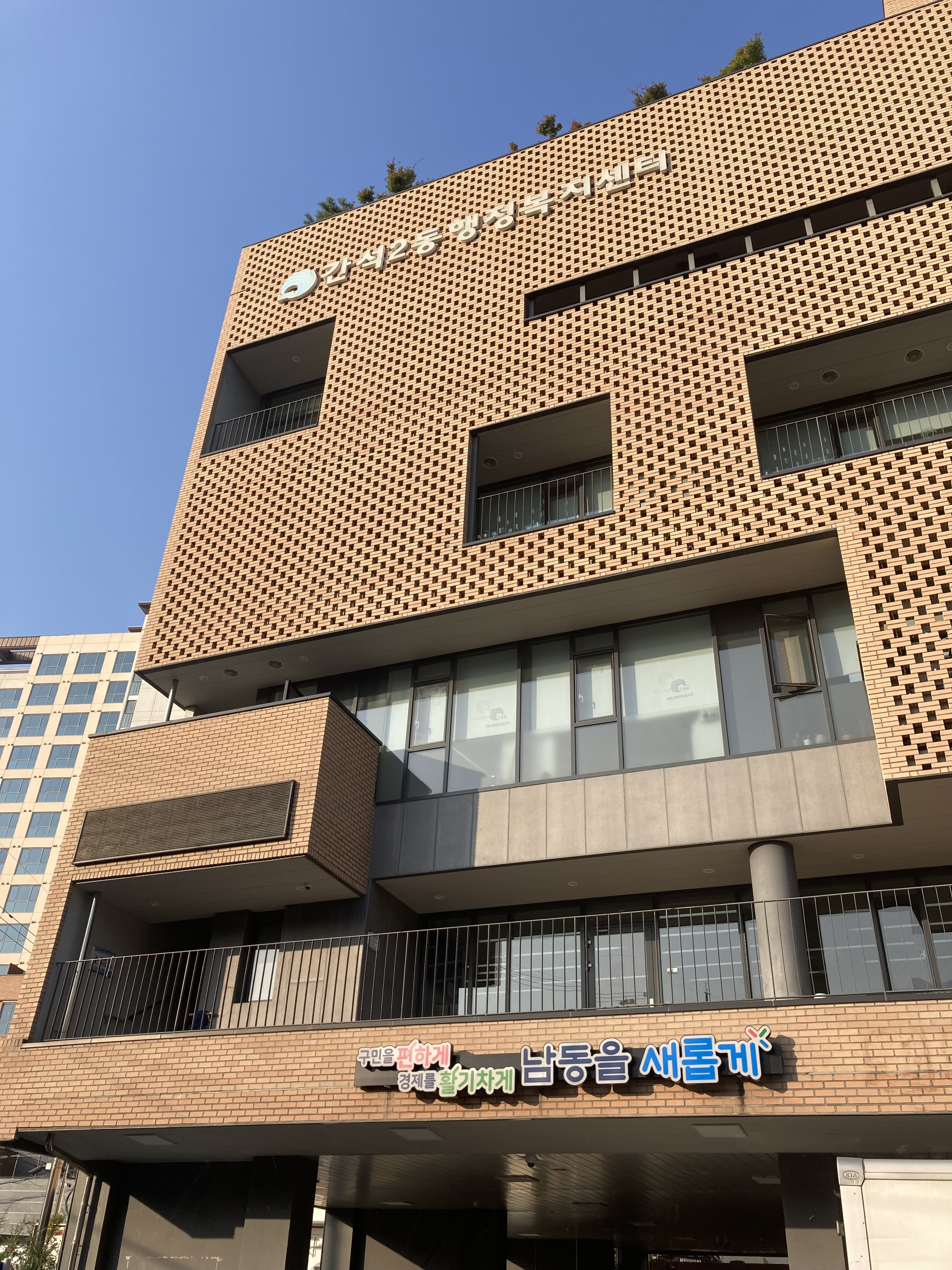
간석2동행정복지센터 외관

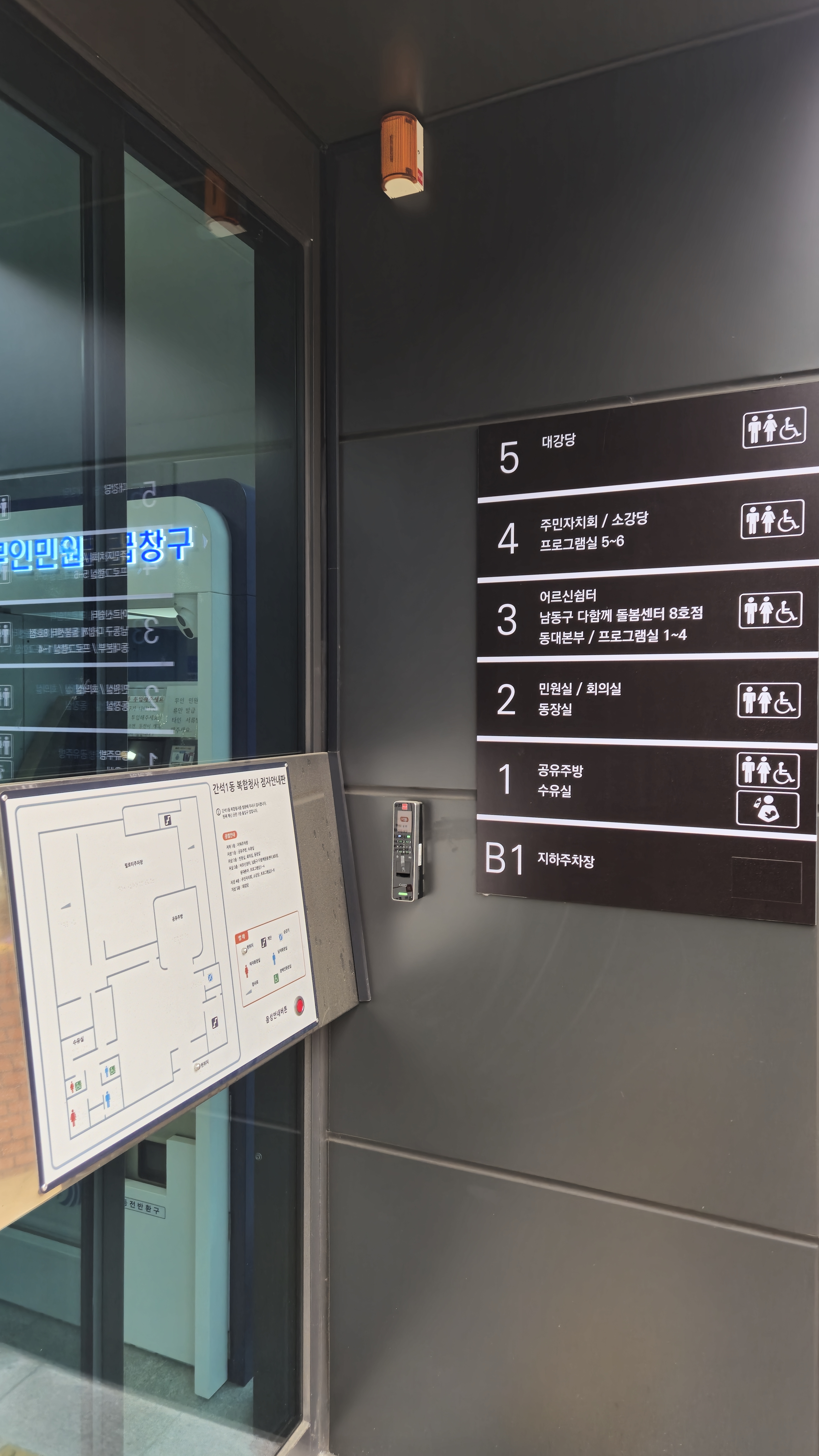
간석1동 행정복지센터(구월로131번길 38) 안내판
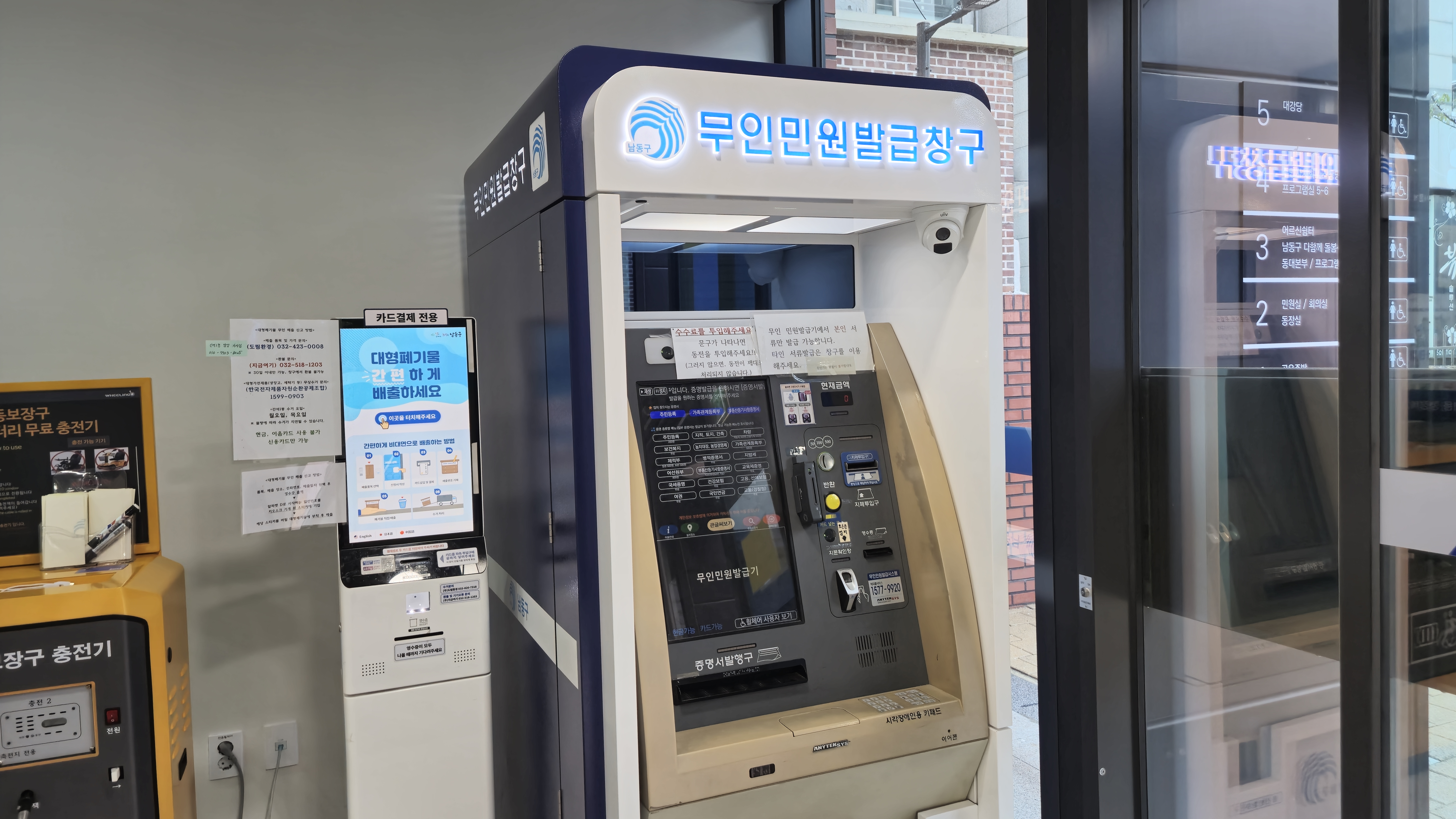
간석1동 행정복지센터(구월로131번길 38) 무인기기
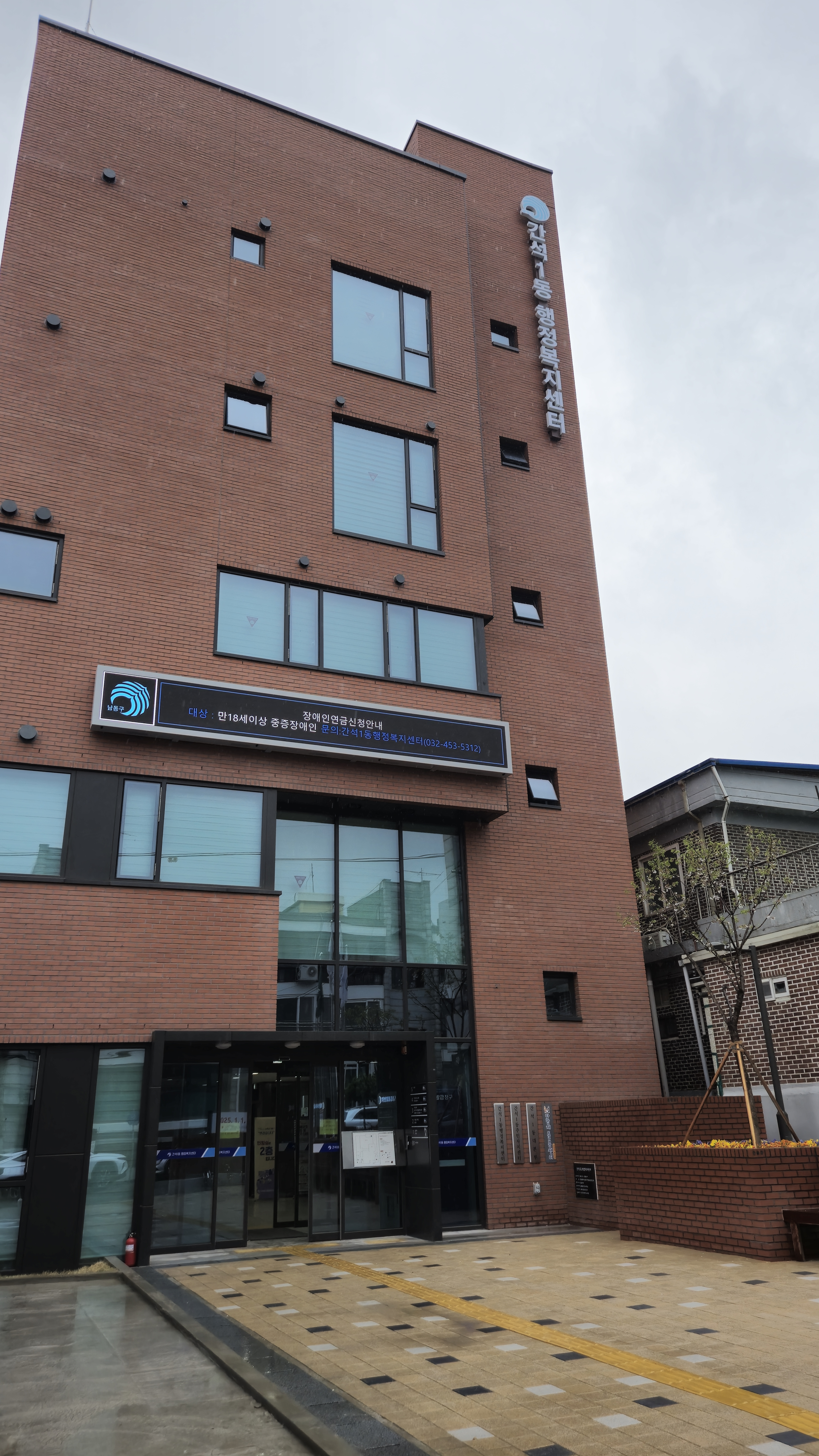
간석1동 행정복지센터(구월로131번길 38)
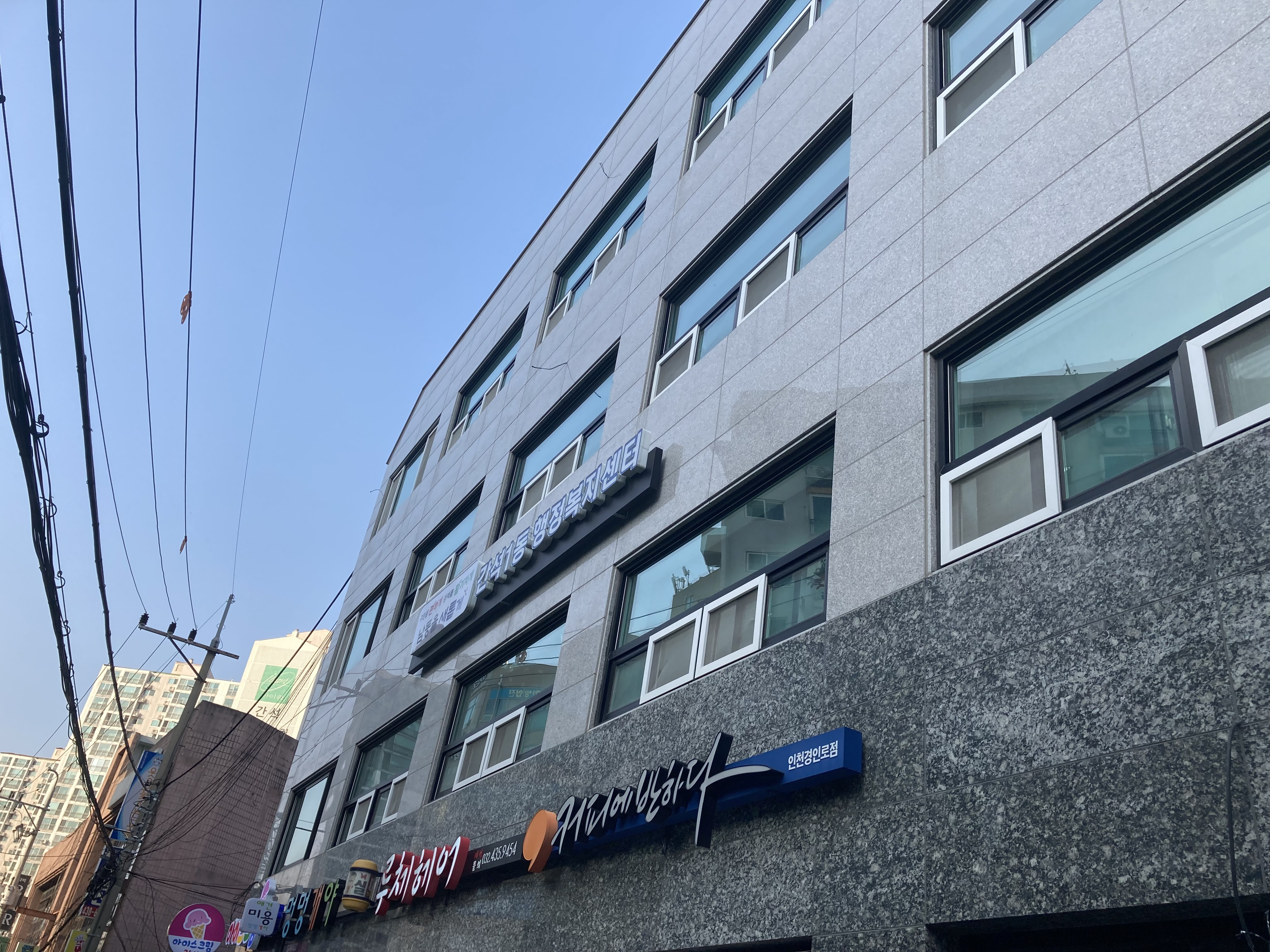
2024년도 11월 30일까지 사용되던 임시청사(경인로 524번길 21, 안산빌딩)

## 연혁
- 구한말 경기도 인천부 주안면 간석리
- 1914년 경기도 부천군 다주면 간석리
- 1936년 간석리 일부(지금의 주안6동 일부)가 인천부로 재편입되어 해당 편입 지역이 주안정의 일부가 됨.
- 1940년 경기도 인천부 목월정
- 1946년 경기도 인천시 간석동
- 1968년 1월 1일 인천시 남구 간석동[3]
- 1982년 9월 1일 간석동이 간석1동·간석2동·간석3동으로 분동[3]
- 1988년 1월 1일 남구에서 남동구 분구됨에 따라 남동구 간석1동, 간석2동, 간석3동이 됨.[3]
- 1990년 1월 1일 간석1동이 간석1동·간석4동으로 분동[4]

## 행정 구역
| 법정동 | 행정동  |
| ------ | ------- |
| 간석동 | 간석1동 |
| 간석동 | 간석2동 |
| 간석동 | 간석3동 |
| 간석동 | 간석4동 |

## 교육

### 간석1동
- 상인천초등학교
- 상인천여자중학교
- 인천예술고등학교

### 간석2동
- 인천상아초등학교
- 인제고등학교

### 간석3동
- 약산초등학교
- 상인천중학교
- 간석여자중학교
- 신명여자고등학교

### 간석4동
- 석정초등학교
- 주원초등학교
- 석정중학교
- 인천남고등학교
- 인천가톨릭대학교 종교미술학과, 사회교육원
- 석정여자고등학교
- 성산효대학원대학교

## 교통
- 간석역
- 인천시청역
- 간석오거리역
- 부평삼거리역

## 아파트
| 단지명                   | 건설사                           | 시행사                               | 주소                | 입주        | 비고                  |
| ------------------------ | -------------------------------- | ------------------------------------ | ------------------- | ----------- | --------------------- |
| 간석 풍림아이원          | 풍림산업                         | 주안주공 3지구 재건축조합            | 남동구 석산로 35    | 2004년 9월  | 주안주공 3단지 재건축 |
| 간석 현대홈타운          | 현대건설                         | 현대건설                             |                     | 2003년 4월  |                       |
| 힐스테이트 인천시청역    | 현대건설                         | 백운주택1구역 주택재개발정비사업조합 |                     | 2024년 6월  | 백운1구역 재개발      |
| 간석 금호어울림          | 금호산업                         | 간석주공맨션 재건축정비사업조합      | 남동구 석산로 138   | 2005년 10월 | 간석주공맨션 재건축   |
| 간석 래미안자이          | 삼성물산㈜ 건설부문 ㈜지에스건설 | 간석주공아파트 재건축정비사업조합    | 남동구 남동대로 860 | 2008년 10월 | 간석주공 재건축       |
| 간석 신동아파밀리에 명품 | 신동아건설                       | 이화아파트 재건축정비사업조합        | 남동구 염전로 440   | 2007년 8월  | 간석이화 재건축       |